# Fra Angelico

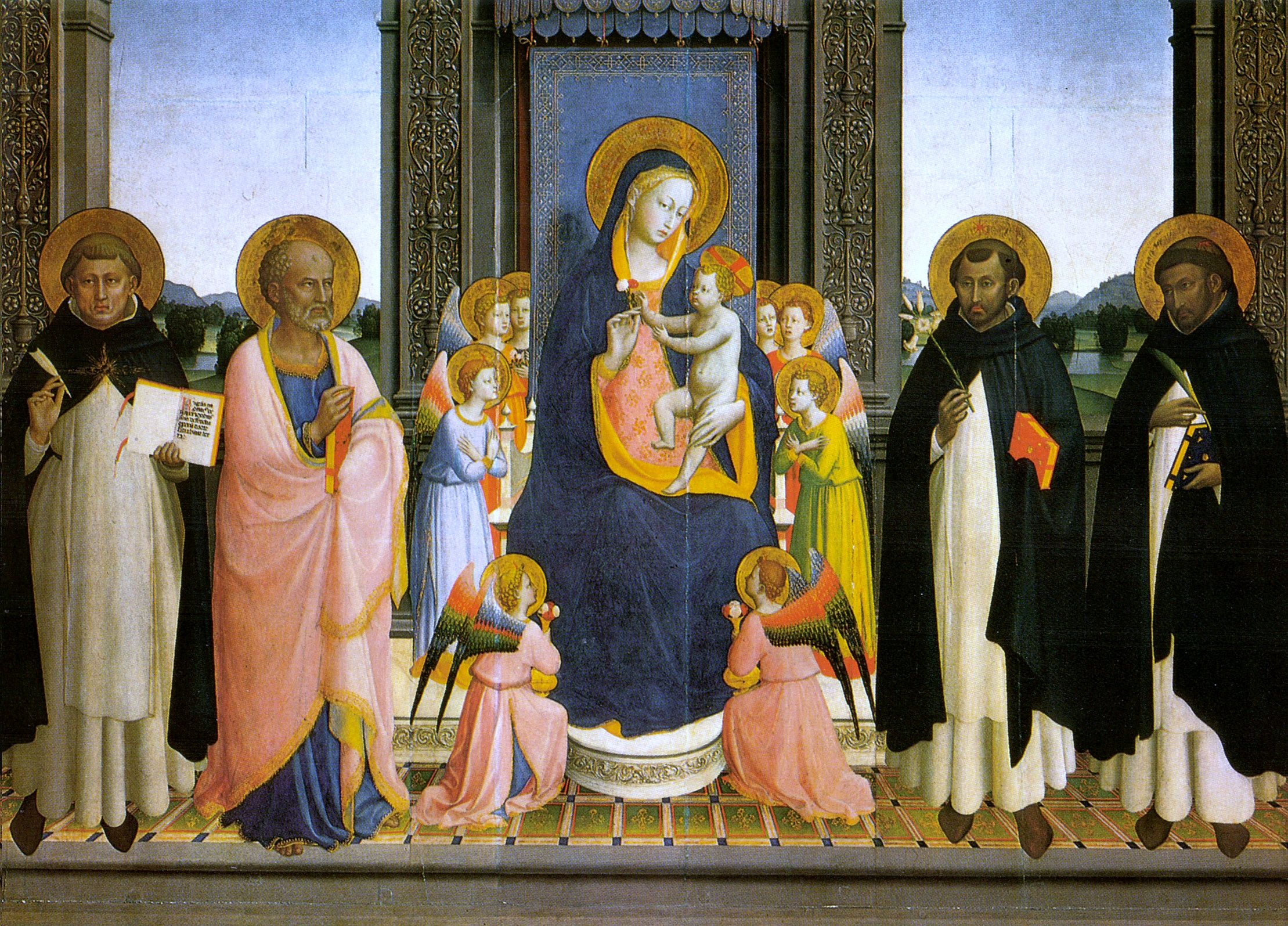
Madonna na tronie w otoczeniu świętych, 1424-25, retabulum z klasztoru św. Dominika, Fiesole

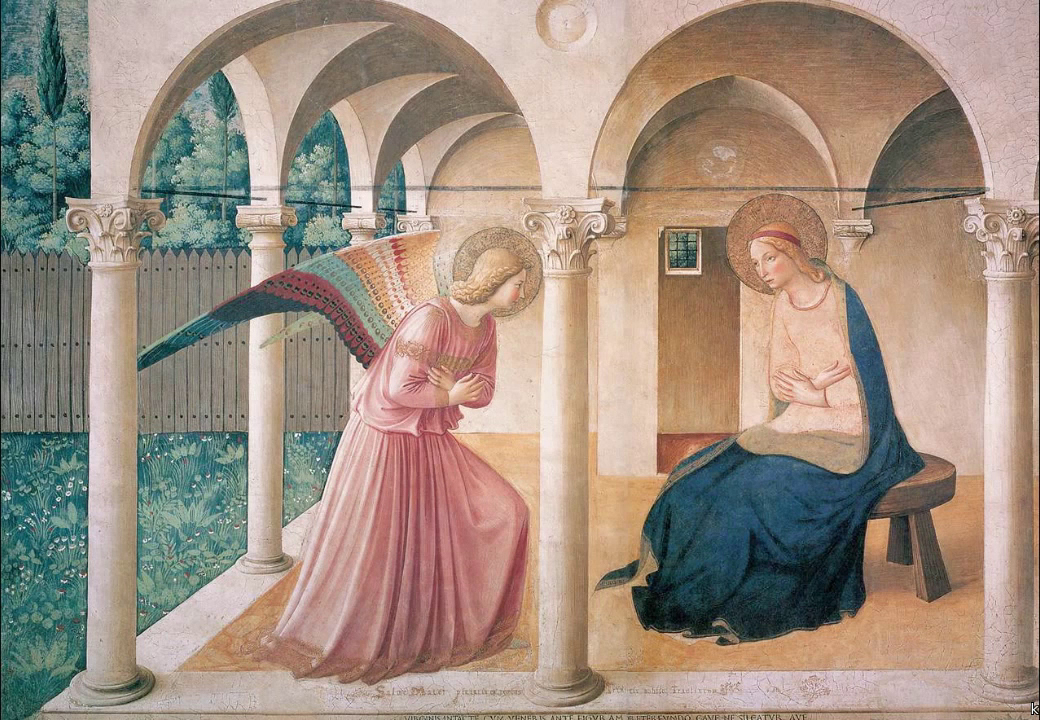
Zwiastowanie, 1450, Konwent San Marco we Florencji

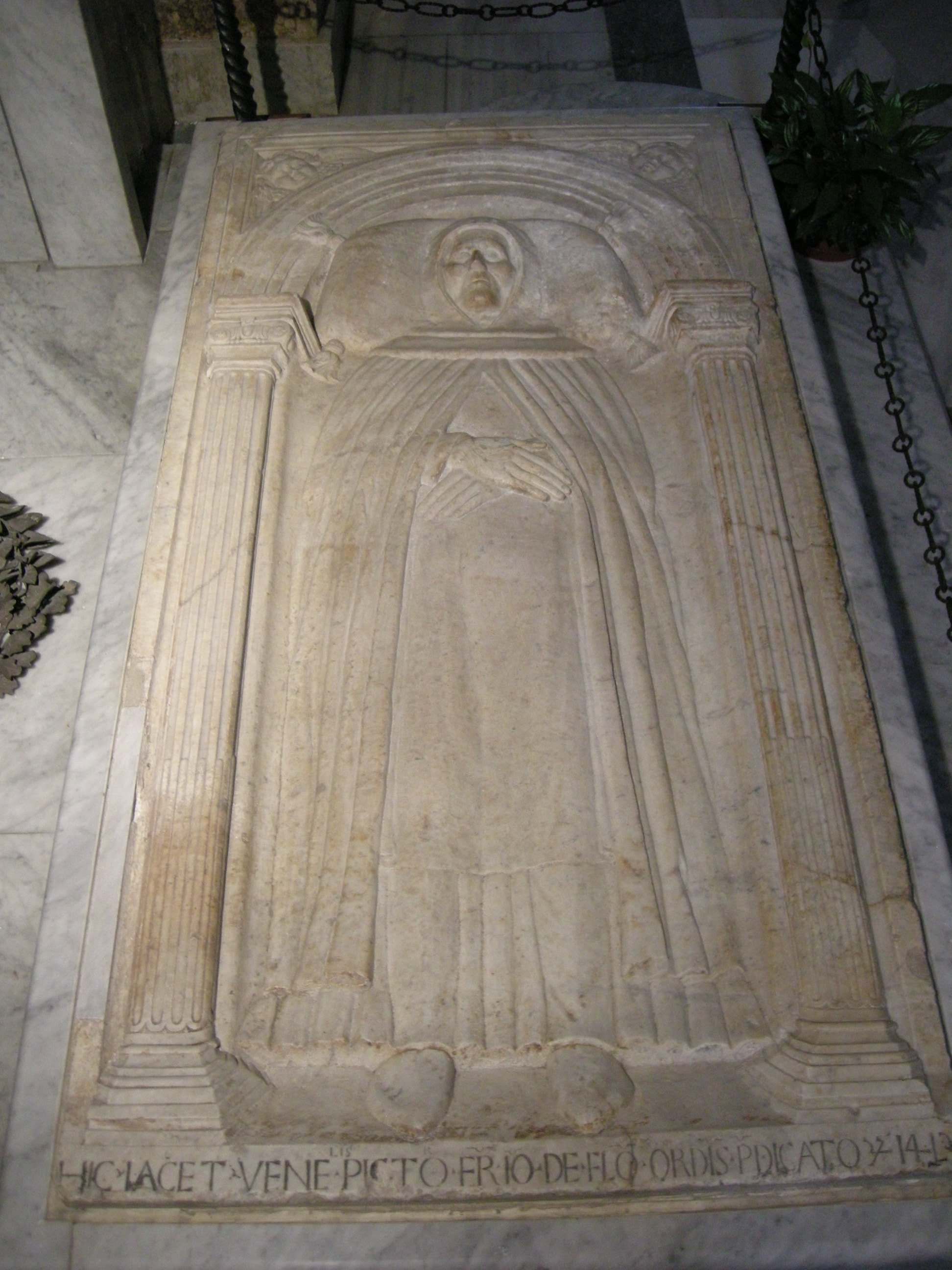
Grobowiec Fra Angelico w bazylice Santa Maria sopra Minerva

Fra Angelico, także Jan z Fiesole, właśc. Guido di Pietro da Mugello (ur. ok. 1387 w Vicchio w rejonie Mugello, zm. 18 lutego 1455 w Rzymie) – malarz religijny wczesnego renesansu, dominikanin, błogosławiony Kościoła katolickiego. Oprócz obrazów temperowych malował także freski i miniatury. Podejmował tylko tematy religijne.

## Życiorys
W wieku ok. 20 lat wstąpił do klasztoru w Fiesole i przybrał imię Giovanni da Fiesole (Jan z Fiesole). Malarstwa uczył się we Florencji, prawdopodobnie u Masolina, od którego przejął tzw. styl „ozdobny”, cechujący się zamiłowaniem do dekoracyjności, linearyzmu i czystych barw. Takie cechy ma jego wczesne dzieło – poliptyk dla klasztoru San Domenico w Fiesole z przedstawieniem Madonny na tronie w otoczeniu świętych. Dzieło to zostało przemalowane przez Lorenza di Credi ok. 1500 r. W swojej późniejszej twórczości artysta starał się uwolnić od wpływu gotyku, dążąc do uproszczenia i monumentalności.
W 1438 r. Fra Angelico rozpoczął prace w klasztorze San Marco we Florencji. W ciągu około 12 kolejnych lat ozdobił freskami 40 cel zakonnych. Malowidła te przedstawiają narodziny, śmierć i zmartwychwstanie Chrystusa. W 1445 r., na prośbę papieża Eugeniusza IV malarz przybył do Rzymu i dwa lata później rozpoczął prace w kaplicy Mikołaja V w Watykanie i w katedrze w Orvieto. W 1450 r. opuścił Rzym i wrócił do Fiesole, gdzie został wybrany przeorem klasztoru; po 4 latach znów udał się do Rzymu, tym razem na zaproszenie papieża Mikołaja V i tam zmarł.

## Kult
Jan z Fiesole zmarł 18 lutego 1455 roku w Rzymie. Jego grobowiec znajduje się w rzymskiej bazylice Santa Maria sopra Minerva.
Beatyfikacja

Fra Angelico został beatyfikowany przez Jana Pawła II, 3 października 1982 roku. W 1984 papież ogłosił go patronem artystów i twórców kultury. W Polsce jest patronem historyków sztuki.
Wspomnienie liturgiczne w Kościele katolickim obchodzone jest 18 lutego.

## Dzieła
- Dziewica z Dzieciątkiem i Świętymi Dominikiem i Tomaszem – ok. 1424–1430
- Zwiastowanie  – ok. 1430–1432, tempera na desce 194 × 194 cm, Prado
- Koronacja Matki Boskiej z aniołami i świętymi – ok. 1432, tempera na desce 112 × 114 cm, Galeria Uffizi
- Koronacja Maryi – 1434–1435, tempery na desce 213 × 211 cm, Luwr Paryż
- Zdjęcie z krzyża – 1436–1440, panel 176 × 185 cm, Museo di San Marco we Florencji
- Madonna z Dzieciątkiem i aniołami – ok. 1437, tempera na drewnie, Perugia, Galeria Nazionale dell’Umbria)
- Hołd Trzech Króli – fresk 1440
- Sąd Ostateczny – 1450, tempera na desce, część środkowa 102,8 × 65,2 cm, lewe skrzydło 103 × 28,2 cm, prawe skrzydło 102,7 × 28 cm, Gemäldegalerie
- Noli me tangere – ok. 1450, fresk 166 × 125 cm, Museo di San Marco we Florencji
- Rzeź niewiniątek – 1451–1453
- Przemienienie Pańskie – fresk w klasztorze w celi szóstej, Florencja